# Hólmbert Aron Friðjónsson
Hólmbert Friðjónsson est un footballeur islandais né le 19 avril 1993 à Keflavík. Actuellement  à Holstein Kiel, il joue au poste d'attaquant ou milieu offensif.

## Carrière

### En club
C'est dans la ville de Kópavogur, et le petit club du HK, que débute la carrière de Hólmbert.
Après un an et demi en seconde division, il rejoint Fram, disputant près de trois saisons d'Úrvalsdeild avec le club de Reykjavik.
En janvier 2014, c'est le grand club écossais du Celtic Glasgow qui le recrute. L'islandais tarde toutefois à faire ses débuts avec l'équipe première des verts et blancs. Il joue en effet d'abord avec l'équipe réserve, puis se voit prêté avec option d'achat au club danois de Brøndby pour toute la saison 2014/2015.

### En sélection
Hólmbert joue plusieurs matchs au sein des équipes d'Islande des - de 17 ans et des - de 19 ans.
Il est ensuite sélectionné chez les Espoirs. Avec cette équipe, il dispute un match éliminatoire pour l'Euro espoirs 2013, mais joue surtout un rôle actif lors des qualifications de l'Euro espoirs 2015.
Les Islandais terminent deuxièmes de leur groupe derrière la France, et s'offrent le droit de disputer les barrages pour atteindre la phase finale. Ils s'inclinent finalement après deux matchs nuls face au Danemark. Hólmbert marque 5 buts lors de ces éliminatoires.
Ces bonnes performances lui permettent d'être appelé dans le groupe des A. Ainsi, en janvier 2015, à l'occasion d'un match amical opposant le Canada à l'Islande, Hólmbert honore sa première sélection en entrant en seconde mi-temps. Les insulaires s'imposent 2-1 avec une équipe composée uniquement de joueurs évoluant dans des championnats en pause ou terminés à cette période. Il inscrit son premier but quelques jours plus tard, lors d'un second match face au Canada.

## Palmarès
- Fram
  - Vainqueur de la Coupe d'Islande en 2013